# Amphioplus lucidus
Amphioplus lucidus är en ormstjärneart som beskrevs av Jean Baptiste François René Koehler 1922. Amphioplus lucidus ingår i släktet Amphioplus och familjen trådormstjärnor. Inga underarter finns listade i Catalogue of Life.